# Zaręby (gromada)
Zaręby – dawna gromada, czyli najmniejsza jednostka podziału terytorialnego Polskiej Rzeczypospolitej Ludowej w latach 1954–1972.
Gromady, z gromadzkimi radami narodowymi (GRN) jako organami władzy najniższego stopnia na wsi, funkcjonowały od reformy reorganizującej administrację wiejską przeprowadzonej jesienią 1954 do momentu ich zniesienia z dniem 1 stycznia 1973, tym samym wypierając organizację gminną w latach 1954–1972.
Gromadę Zaręby z siedzibą GRN w Zarębach utworzono – jako jedną z 8759 gromad na obszarze Polski – w powiecie przasnyskim w województwie warszawskim, na mocy uchwały nr VI/10/16/54 WRN w Warszawie z dnia 5 października 1954. W skład jednostki weszły obszary dotychczasowych gromad Binduga, Kwiatkowo, Krukowo, Łaz i Zaręby ze zniesionej gminy Zaręby w tymże powiecie. Dla gromady ustalono 21 członków gromadzkiej rady narodowej.
31 grudnia 1959 do gromady Zaręby przyłączono wieś Poścień ze znoszonej gromady Rachujka oraz wsie Nowa Wieś, Ostrówek, Rawki Rzodkiewnica i Wierzbowizna ze znoszonej gromady Brodowe Łąki w tymże powiecie.
31 grudnia 1961 z gromady Zaręby wyłączono wsie Nowa Wieś, Ostrówek, Rawki, Skuze i Wierzchowizna, włączając je do nowo utworzonej gromady Brodowe Łąki w tymże powiecie.
31 grudnia 1962 do gromady Zaręby przyłączono wieś Nowa Wieś z gromady Brodowe Łąki w tymże powiecie.
Gromada przetrwała do końca 1972 roku, czyli do kolejnej reformy gminnej. 1 stycznia 1973 w powiecie przasnyskim reaktywowano gminę Zaręby.